# سفيتلانا خولومينا
سفيتلانا خولومينا (مواليد 9 نوفمبر 1997) هي لاعبة كرة طائرة شاطئية روسية.شاركت في أولمبياد 2020.